# 3259 Brownlee
A 3259 Brownlee (ideiglenes jelöléssel 1984 SZ4) a Naprendszer kisbolygóövében található aszteroida. J. Platt fedezte fel 1984. szeptember 25-én.